# The Open Championship 1872
The Open Championship 1872 var en golfturnering afholdt i Prestwick Golf Club i Ayrshire, Skotland den 13. september 1872. Turneringen var den 12. udgave af The Open Championship, og den havde deltagelse af otte spillere, seks professionelle og to amatører. Mesterskabet blev afviklet som en slagspilsturnering over tre runder på Prestwick Golf Clubs 12-hullersbane.
Siden 1860 var mesterskabet blevet afviklet årligt, men der havde ikke været noget mesterskab i 1871. Årsagen var, at Tom Morris, Jr. i 1870 vandt trofæet, the Challenge Belt, til ejendom, og dermed var der ikke noget trofæ at spille om. På Prestwick Golf Clubs forårsmøde i 1871 besluttede man at kontakte The Honourable Company of Edinburgh Golfers og The Royal and Ancient Golf Club of St Andrews med henblik på at samarbejde om afviklingen af The Open Championship fremover. Diskussionerne mellem de tre klubber skred kun langsomt fremad, og først den 11. september 1872 – to dage før afviklingen af the Open i 1872 – blev de enige om hver at betale £ 10 til fremstillingen af et nyt trofæ. Selvsagt var der ikke tid til at fremstille trofæet med så kort varsel, så det blev besluttet, at vinderen af mesterskabet i 1872 "kun" fik overrakt en medalje.
Titlen blev vundet af den 21-årige forsvarende mester, Tom Morris, Jr. fra St Andrews, og da the Golf Champion Trophy endelig var blevet fremstillet året efter, blev Young Tom Morris den første til at få sit navn på pokalen for denne sejr. Han vandt med tre slag foran Davie Strath. Det var fjerde gang i træk, at Young Tom Morris vandt mesterskabet, men det skulle også blive hans sidste, og det var anden gang i træk, at Davie Strath blev nr. 2. Strath førte ellers med fem slag foran Morris inden tredje runde, men Morris gik sidste runde i 53 slag, mens Strath måtte bruge hele 61 slag.

## Resultater
| Plac. | Spillere            | Score (slag) | Score (slag) | Score (slag) | Score (slag) |
| Plac. | Spillere            | 1.runde      | 2.runde      | 3.runde      | Total        |
| ----- | ------------------- | ------------ | ------------ | ------------ | ------------ |
| 1.    | Tom Morris, Jr.     | 57           | 56           | 53           | 166          |
| 2.    | Davie Strath        | 56           | 52           | 61           | 169          |
| 3.    | William Doleman (a) | 63           | 60           | 54           | 177          |
| 4.    | David Park          | 61           | 57           | 61           | 179          |
| 4.    | Tom Morris, Sr.     | 62           | 60           | 57           | 179          |
| 6.    | Charlie Hunter      | 60           | 60           | 69           | 189          |
| 7.    | Hugh Brown          | 65           | 73           | 61           | 199          |
| 8.    | William Hunter (a)  | 65           | 63           | 74           | 202          |